# Rutpela maculata
Rutpela maculata es una especie de insecto coleóptero de la familia Cerambycidae. Estos escarabajos longicornios paleárticos se distribuyen por Europa y el oeste de Asia.
Miden unos 13–20 mm. Son primaverales a estivales, florícolas.